# Babcsánszky Ferenc
Babcsánszky Ferenc (másképp Babczanszky) (Mezuric, Morvaország, 1655 – Malacka, 1702. július 9.) magyar ferences szerzetes, egyházi író, pedagógus.

## Élete és munkássága
Babcsánszky Ferenc 1655-ben született a Morvaországban található Mezuric falujában. 1675-ben lépett be a ferences rend tagjai közé, és négy évvel később, 1679-ben szentelték fel. 1686-ig bölcseletet tanított a szerzetesrend növendékeinek Pruszkán. Ebben az évben kinevezték a teológiai tanszékre is, ebben a minőségben hat éven át viselte tisztségét. 1701-ben jelent meg Bécs városában valószínűleg egyetlen munkája, amely nem önálló mű, hanem Nebridius Mündelheim Ágoston-rendi szerzetes és író egyik munkájának újbóli sajtó alá rendezése. A mű Fasciculus myrrhae… címmel jelent meg. 1718-ban és 1748-ban Nagyszombatban újranyomtatták. Babcsánszky végül a lector generalis és a definitor rangok birtokosaként vesztette életét. 1702. július 9-én hunyt el Malackán.

## Művei
- Fasciculus myrrhae, hoc est: Gladius Simeonis, qui petransivit animam B. Virginis in passione filii sui per Nebridium Mündelheim in lucem editus, nunc vero a R. P. Fr. B. industria additis nonnullis reimpressus. Viennae [Bécs], 1701. Nagyszombat, 1718, 1748

### Katalógusok
- Babczanszky, Francisc. Országos Széchényi Könyvtár. Magyar Könyvészet: 1712–1920: 1712–1860/I. (Hozzáférés: 2012. július 15.)[halott link]